# Kanton Auch-3
Der Kanton Auch-3 ist seit 2015 ein französischer Wahlkreis in der Region Okzitanien. Er liegt in den Arrondissements Auch und Mirande des Départements Gers. Hauptort des Kantons ist die Stadt Auch.

## Geographie
Der Wahlkreis liegt in der Mitte des Départements. 

## Geschichte
Der Kanton wurde am 22. März 2015 neu geschaffen. Seine Gemeinden gehörten bis 2015 zu den Kantonen Kanton Auch-Sud-Est-Seissan (7 Gemeinden) und Auch-Sud-Ouest (2 Gemeinden). 

## Gemeinden
Der Kanton besteht aus zehn Gemeinden und Gemeindeteilen mit insgesamt 12.229 Einwohnern (Stand: 1. Januar 2022) auf einer Gesamtfläche von 120,17 km²:
| Gemeinde        | Einwohner 1. Januar 2022 | Fläche km² | Dichte Einw./km² | Code INSEE | Postleitzahl | Arrondissement |
| --------------- | ------------------------ | ---------- | ---------------- | ---------- | ------------ | -------------- |
| Auch            | 9.635                    | 10,18      | 946              | 32013      | 32000        | Auch           |
| Auterive        | 530                      | 10,79      | 49               | 32019      | 32550        | Auch           |
| Boucagnères     | 205                      | 6,16       | 33               | 32060      | 32550        | Mirande        |
| Durban          | 136                      | 17,40      | 8                | 32118      | 32260        | Mirande        |
| Haulies         | 152                      | 10,13      | 15               | 32153      | 32550        | Mirande        |
| Lasseube-Propre | 336                      | 14,57      | 23               | 32201      | 32550        | Mirande        |
| Orbessan        | 270                      | 8,24       | 33               | 32300      | 32260        | Mirande        |
| Ornézan         | 206                      | 12,13      | 17               | 32302      | 32260        | Mirande        |
| Pessan          | 659                      | 26,87      | 25               | 32312      | 32550        | Auch           |
| Sansan          | 100                      | 3,70       | 27               | 32411      | 32260        | Mirande        |
| Kanton Auch-3   | 12.229                   | 120,17     | 102              | 3206       | –            | –              |

1. ↑   Nur der nördliche Teil der Gemeinde, der Rest verteilt sich auf die Kantone  Auch-1 und Auch-2.

## Wahlen zum Rat des Départements Gers
Bei den Wahlen am 22. März 2015 erzielte keine Partei die Mehrheit. Bei der Stichwahl im 2. Wahlgang am 29. März 2015 gewann das Gespann Claude Bourdil/Cathy Daste-Leplus (PS) gegen Josette Gesta/Roland Sturmel (Divers droite) mit einem Stimmenanteil von 60,67 % (Wahlbeteiligung:48,74 %).